# Lord of the Rings: Game One
Lord of the Rings: Game One, in den Vereinigten Staaten als The Fellowship of the Ring: A Software Adventure veröffentlicht, ist ein Textadventure des australischen Computerspielherstellers Melbourne House aus dem Jahr 1986. Es handelt sich um ein offizielles Lizenzprodukt zum Fantasy-Roman Der Herr der Ringe von J. R. R. Tolkien und den Nachfolger zu The Hobbit.

## Handlung
Die Handlung orientiert sich am ersten Band von Herr der Ringe und behandelt die Reise Frodos von Beutelsend nach Rivendell und seinen anschließenden Aufbruch von dort nach Mordor.

## Spielprinzip und Technik
Das Spiel ist in zwei separate Teile aufgeteilt, die als Dateien unabhängig voneinander aufgerufen und gespielt werden können. Lord of the Rings ist ein Textadventure, das heißt, Umgebung und Geschehnisse werden als Bildschirmtext ausgegeben und die Visualisierung obliegt zum größten Teil der Fantasie des Spielers. Im Gegensatz zu klassischen Textadventures, die über keinerlei grafische Ausschmückung verfügen, wartet Lord of the Rings mit einem Bild der jeweiligen Umgebung auf. Der Spieler gibt über die Tastatur Kommandos ein, die von einem Parser ausgewertet werden und den Spieler mit seiner Umgebung interagieren lassen. Durch Erforschen der Spielwelt, Gespräche mit NPCs und das Kombinieren von Gegenständen treibt er die Spielhandlung voran.

## Produktionsnotizen
Die Arbeiten an der Lord-of-the-Rings-Trilogie dauerten 18 Monate. Da der Vorgänger The Hobbit sowohl Kritiker als auch Käufer überzeugt hatte, ließen Tolkiens Erben als Rechteinhaber Melbourne House beim Design des Spiels weitgehend freie Hand.
Lord of the Rings: Game One erschien für Amstrad CPC, Amstrad PCW, Apple II, BBC Micro, C64, DOS, Mac OS, ZX Spectrum. Es gehört zu einer Reihe von vier auf der Romanvorlage basierenden Spielen von Beam Software, die über einen Zeitraum von sieben Jahren hinweg veröffentlicht wurden. Neben dem Vorgänger The Hobbit (1982) gehören noch Shadows of Mordor (1987) und The Crack of Doom (1989) zur Serie, wobei letzteres ausschließlich in den USA und dort durch den US-Publisher der Serie, Addison-Wesley, veröffentlicht wurde.

## Rezeption
Lord of the Rings erhielt in zeitgenössischen Medien vorwiegend positive Rezensionen.
Die deutsche ASM wertete, dass die hohen Erwartungen, die nach dem Vorgänger The Hobbit an das Spiel gestellt wurden, „nicht unbedingt befriedigt“ würden. Zwar hätten die NPCs Tiefgang, der Parser sei „reichhaltig“ und das Spiel stecke voller guter Ideen, aber die Grafiken seien „bescheiden“ und das Spiel stelle in Anbetracht der im Vorfeld getätigten Marketingmaßnahmen in Summe „viel Lärm um wenig“ dar. Positiv herausgestellt wurde der Mehrspielermodus. Computer Gamer vergab 4 von 5 Punkten und bezeichnete es sowohl als einen würdigen Nachfolger zu The Hobbit als auch als das bis dahin beste Adventure von Melbourne House. Sinclair User vergab 5 von 5 Punkten, Computer & Video Games 8 von 10.